# 朝日自動車太田営業所
朝日自動車太田営業所（あさひじどうしゃおおたえいぎょうしょ）は、群馬県太田市に所在する朝日自動車の営業所である。
乗合バスと、タクシーを営業している。2021年現在、同社では唯一群馬県内に所在する営業所で、群馬県と埼玉県熊谷市（熊谷駅発着）を跨ぐバス路線を所管している。
元々タクシー営業所として営業してきたが、1999年（平成11年）に東武鉄道直営時代の東武バス太田出張所を引き継ぐ形で、バス営業所としても営業開始した。その際に廃線となった東武熊谷線の代替路線も引き継いでいる。なお本項では、バス営業所の前身となった東武バス太田出張所についても記述する。

## 概要
現行路線は、全路線が埼玉県熊谷市妻沼（旧大里郡妻沼町）を経由し、熊谷駅を起終点とする。群馬県所在の営業所にも関わらず、妻沼地区 - 熊谷駅間のみの埼玉県内で折り返す運行も多数設定されている。妻沼地区 - 熊谷駅間は、大きく分けて2経路が存在しており、この単位で系統や熊谷駅の発車のりばを分けている。
熊谷駅発の太田駅（全日）、西矢島・妻沼聖天前・バイパス妻沼（平日）の各方面行きは23時以降も運行されるものの、西矢島行き最終便のみ深夜バス（倍額運賃）扱いとなっている。
太田駅・西小泉駅線はかつて矢島タクシーの「おおたCityシャトル500」（2025年3月31日で休止扱い）と競合しており、その対抗として運賃（区間運賃制）の上限が560円に設定されていた（なお、競合解消後の2025年4月15日より620円に値上げされているが、値上げは全社的措置であり、競合解消に伴うものではない）。
ニュータウン入口 ‐ ハナミズキ通り ‐ 妻沼間は、東武鉄道が開発した住宅地である「東武CITY妻沼」を横断する。
かつて、「妻沼」停留所は、“東武CITY”を冠し「(東武CITY) 妻沼」と表記されていた。東武バス時代の起終点の「妻沼」停留所とは場所が違うため区別が目的であった。2つ隣の「ニュータウン入口」停留所が、東武バス時代の「妻沼」停留所であり、廃止された東武熊谷線の妻沼駅である。
一日平均輸送人員は2005年度が3,569人、2020年度は2,600人。

### 所在地
- 群馬県太田市下浜田町474-24[1]
KM61系統経路国道407号上の中学校入口（旧マリエール太田前）停留所付近からSUBARU群馬製作所矢島工場を挟んで反対側（西側）に位置している。
熊谷方面から北上する場合、中学校入口の1つ手前でKM62系統終点である西矢島停留所からは最短回送距離で入庫が可能（出庫便の設定は無い）。

#### その他施設
- 妻沼車庫：妻沼停留所近隣にあるバス待機施設・乗務員休憩所
- 妻沼聖天前停留所に直結してバス折返施設があり、待合ベンチも設置されている。
- 太田市飯田町787に、東武バス太田出張所を承継する前の朝日タクシー単独時代の旧太田営業所の施設が残されている。タクシー車両は下浜田町よりもこちらに駐車している方が多いようである。後にバス待機スペースも追加され、営業所本体（バス車庫）を駅から少々離れた現在地に移転した後の太田駅発着路線用の待機施設としても使用されている。
- 大泉案内所：西小泉駅前の専用タクシーのりば。
- かつては西小泉駅発着路線用に、旧東武バス西小泉出張所の施設を利用し、バス折返・待機用の施設として使用していたが、現存していない（閉鎖時期不明）。

## 沿革
- 1999年10月：太田営業所を、東武バス太田出張所跡地（群馬県太田市東本町15-15。太田駅北口隣接）へ移転。東武バスからバス路線を引き継ぐ。
- 2000年4月：東武バス熊谷営業所から、急行 熊谷駅 - 妻沼線（東武熊谷線廃止代替路線）の移管を受け、一般路線へ格下げした上で運行開始。
- 2001年12月：管内路線にバス共通カードを導入。
- 2003年：太田駅高架化事業に伴う国道407号陸橋解体工事による一時通行止めを機に、太田駅の発着地を北口側から南口側へ移動（変更は恒久的措置）。
- 2004年：太田駅前再開発事業の影響で、朝日自動車グループの営業地域再編を兼ねて国際十王交通太田営業所（観光バス）を廃止させ、居抜きで移転する（現在地）。
- 2007年：9月30日をもって、東武バス時代より行われていた八木橋百貨店で買い物をして100円券がもらえるサービスを終了（引き換えた100円券の利用は2008年2月29日まで）。
- 2009年：2月21日より管内路線にPASMOを導入。これをもって朝日自動車のバスへのPASMO導入が完了した。
- 2019年（平成31年）2月1日：管内路線に系統番号を付与[6]。

## 現行路線
系統番号は、終点の熊谷駅北口側に合わせて採番されており、KM+熊谷駅発のりば番号+連番になっている。同じく熊谷駅北口を発着する国際十王交通熊谷営業所の路線も同じ形式の系統番号を採番している。

### バイパス経由
国道407号（妻沼バイパス）を経由する速達系統。群馬県内には乗り入れず妻沼発着のみが運行されている。東武鉄道直営時代の東武バスから、東武熊谷線の廃線に伴う代替急行バスが引き継がれたもの。熊谷駅の22時までの発車は5番のりば（22時以降3番）。
- KM51 妻沼 - (バイパス) - 大原一丁目 - 熊谷駅（2023年10月16日改正で、妻沼発は朝のみ、熊谷駅発は夕夜間のみとなる[7]）
- KM52 妻沼 - 妻沼西部工業団地 - (バイパス) - 西熊谷病院 - 熊谷駅 ※ 平日の一部便（2019年6月30日で一度廃止され、大原経由に経路変更、2023年10月16日で経路復元[7]）
- KM53 妻沼 - (バイパス) - 西熊谷病院前 - 熊谷駅（初代KM51。2019年6月30日で一度廃止(現KM51に経路変更)、2023年10月16日より路線番号KM53に振り返られて復活[7]）

妻沼を出発すると西へ進み、妻沼下町で旧道経由の各系統とクランク状に交差しつつ（なお、妻沼下町の停留所は各方面へ別れた先にそれぞれ設置されており、同じ位置からは乗り換えられない）更に西へ行き、国道407号から南にルートを変え、熊谷市街地へ向かう。
先述のとおり鉄道代行で新設された路線かつ、東武バス時代は「急行」（国道17号区間内に通過扱い停留所があった）として運行されていたことや、バイパス道路が故に郊外区間が長いこともあり、旧道経由と比べて停留所が少なくなっており、妻沼南停留所 - 中奈良停留所間は約2.5km離れている。
妻沼西部工業団地経由は、妻沼行政センター前 - 道の駅めぬま間において、妻沼バイパスの弥藤吾交差点から西方面へ分岐し、工業団地内を巡回して、再び弥藤吾交差点から妻沼バイパスへ戻る経路になっている。そのためこの間は、(弥藤吾交差点)→妻沼運動公園→妻沼西部工業団地→妻沼西一丁目→工業団地南→(弥藤吾交差点)の経路で両方向共通の停留所を使用する。朝は熊谷駅発、夕夜は妻沼発が設定されている。
2019年7月1日より経路変更を行った。それまでは国道407号から熊谷警察署前交差点より国道17号へ直接入り、熊谷駅前まで行く経路になっていたが、変更後はテレビ熊谷前停留所の先から熊谷市道を通じて熊谷市立大幡中北側（2020年1月1日より大幡中学校北停留所を追加設置）を進み、旧東武熊谷線跡地の市道から信号のない交差点で第二北大通りへと入り、新設の大原一丁目停留所を経由し、円光停留所からは旧道と同じ経路へ合流するようになった。この経路変更により通過しなくなる国道17号上の停留所（西熊谷病院前 - 本石）は、元々国際十王交通のKM23・24系統との重複区間であり、熊谷駅方面であれば同系統にて代替利用が可能となっていた（元々西熊谷病院前 - 熊谷駅間は定期券が共通化されている）。
この変更は、交通空白地帯解消を目的として行われたものの、利用者は伸び悩んだ。そのため、2023年10月16日より、従来経路に戻された。ただし、大幡・大原経由に関して、KM52は完全廃止するものの、KM51は朝妻沼発、夕夜間熊谷駅発の平日各5本・土休日各4本とする。

### 旧道経由
県道341号太田熊谷線を経由する系統。群馬県と埼玉県を跨ぐ路線は旧道経由のみとなっている。熊谷駅の22時までの発車は6番のりば（22時以降3番）。
- KM61 太田駅 - 妻沼仲町 - 熊谷駅
- KM62 西矢島 ← 妻沼仲町 ← 熊谷駅 ※ 平日深夜のみ
- KM63 西小泉駅 - 妻沼仲町 - 熊谷駅
- KM64 妻沼聖天前 - 妻沼仲町 - 熊谷駅
- KM65 妻沼 - 熊谷駅

KM61は太田市街から国道407号を南下し、刀水橋を渡って埼玉県に入ると、熊谷市妻沼地区より太田熊谷線へ進み、熊谷市街へ向かう。KM63は西小泉駅より群馬県道314号古戸館林線へ向かい、刀水橋手前でKM61のルートへ合流する。KM64は全区間でKM61・KM63とルートを共有し、妻沼地区の妻沼聖天山前から熊谷市街を結ぶ。KM65はバイパス経由と起点からのルートを共有し、KM61-64との交点（妻沼下町）からKM61-64のルートへ分岐する。
KM62系統は、2017年10月1日のダイヤ改正でKM61の平日熊谷駅発最終便が切り替えられる形で設定された。KM61の区間運行便に相当する。2021年2月14日のダイヤ改正で一度消滅。2021年8月7日のダイヤ改正で復活。2022年2月1日のダイヤ改正で、現行より遅い時間に1本増発され、この増便分は深夜割増運賃が適用される。

### 臨時路線・委託路線
- （直通）熊谷駅 - 熊谷スポーツ文化公園（ラグビー場） ※ 国際十王交通熊谷営業所の路線だが、朝日自動車も路線免許を保有しており、当所や加須営業所・本庄営業所（もしくはその他営業所）より当日余裕のあるところから応援便を運行している[14]。
- 熊谷駅 - 埼玉県立熊谷高等学校 ※ 熊高祭（文化祭）輸送で同校から委託されて運行。

## 廃止路線
東武鉄道から朝日自動車への承継後は、一部経路変更のみ行われており、完全廃止された路線は2024年現在無い。
- (旧)KM53 妻沼 - (バイパス) - くまぴあ - 熊谷駅
  - 2019年7月1日から9月30日までの期間限定で[15]熊谷市の社会実験として、KM51の日中の大多数の便が日赤血液センター - テレビ熊谷間にてルートから外れ、2019年5月20日に開通した都市計画道路「熊谷西環状線」を経由し、熊谷市スポーツ・文化村「くまぴあ」[16]前に設置された実験用停留所「くまぴあ前」停留所を発着していた[17]。
  - ちなみに、運行終了後、くまぴあ経由の熊谷市内循環バス新路線の実験が行われた結果、そちらが他社により正規運行されることとなったため（当社もこちらの運行希望事業者として名乗りを上げたが採用されなかった）、KM53は正規路線とはならなかった。
- (旧)KM52 妻沼 - 妻沼西部工業団地 - (バイパス) - 大原一丁目 - 熊谷駅 ※ 平日の一部便。詳細は現行バイパス経由路線の解説を参照のこと。

## 車両

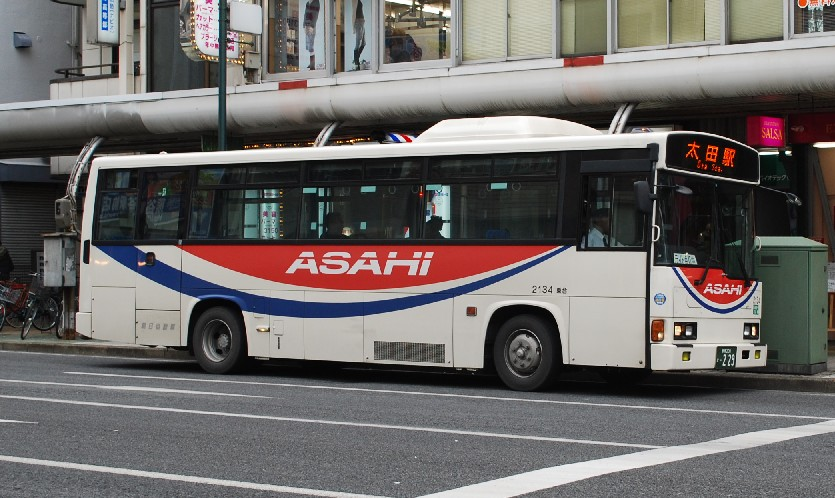
朝日バス太田営業所の車両

1999年に東武バスから路線移管を受けた際には、全車が新車で導入され、日野・レインボーRJ（純正車体）と日産ディーゼル・スペースランナーRM（富士重工業製8E車体）の前後扉車が導入された。
近年は、越谷営業所からワンステップバスが転属したほか、ノンステップバスへの置き換えも進行している。
方向幕が幕式の車両はグループ会社などへ移籍し、全車、行先表示器はLED式となっている。
また、2021年には10.4mの大型ショートボディのエルガノンステップバスが2台投入された。

## 東武バス太田出張所
元は東武バス太田営業所であったが、東武バスの北関東地区からの撤退に伴い、相次ぐ路線廃止により出張所に格下げされ、前橋営業所の傘下となった。晩年は前橋営業所の廃止により熊谷営業所傘下となった。

### 沿革
- 1933年1月：毛武自動車太田営業所として設立。
- 1936年9月：合併に伴い、東武自動車太田営業所になる。
- 1947年2月：合併に伴い、東武鉄道直営のバス事業となり、東武バス太田営業所になる。
- 1983年6月：東武熊谷線廃線に伴う鉄道代行バスとして、急行 熊谷駅-妻沼線を運行開始。
- 1995年4月：出張所に格下げ。前橋営業所傘下の太田出張所になる。
- 1999年4月：前橋営業所廃止につき、熊谷営業所傘下になる。
- 1999年9月：太田出張所を廃止（朝日自動車へ移管）。急行 熊谷駅-妻沼線は東武バス熊谷営業所へ移管。

※参考資料：東武鉄道100年史

### 車両
過去には日野自動車製の車両が配属されていた。1999年の熊谷営業所傘下への組織変更以降は、旧型車の淘汰には他営業所から転属したいすゞ自動車製車両への代替が行われ、いすゞ車へ統一された。

### 路線
廃止時点の所管路線。群馬県内の営業所のため系統番号は存在しない。
- 熊谷駅 - 妻沼（急行）
- 熊谷駅 - 妻沼
- 熊谷駅 - 妻沼仲町 - 妻沼聖天前
- 熊谷駅 - 妻沼仲町 - 太田駅
- 熊谷駅 - 妻沼仲町 - 西小泉駅

### 廃止路線
1983年以降に廃止されたもの（共管路線も含む）。
★は廃止後にかつて廃止代替バス（コミュニティバス）のシティライナーおおた（矢島タクシー）が運行されていた路線、☆は現在も廃止代替コミュニティバスのシティライナーおおた及び広域公共バスあおぞら及びおうらタウンバス（矢島タクシー）が運行されている路線。但し当時とはルート及び行き先は異なる。
- 太田駅 - 太田呑竜 - 青年の家
- 太田駅 - 太田駅南口 - 南一番街 - 西小泉駅 - 赤岩統合中☆
- 太田駅 - 植木野 - 足利両毛駅★
- 太田駅 - 新宿 - 足利両毛駅
- 太田駅 - 館林駅★
- 太田駅 - 西小泉駅☆（大泉・千代田線）
- 太田駅 - 宝団地（宝町） - 木崎駅 - 尾島三菱前
- 太田駅 - 宝団地（宝町）★
- 太田駅 - 東毛病院☆
- 太田駅 - 桐生天神町★